# Pardomuan (Dolok Masihul)
Pardomuan is een bestuurslaag in het regentschap Serdang Bedagai van de provincie Noord-Sumatra, Indonesië. Pardomuan telt 462 inwoners (volkstelling 2010).